# صمبرید
صمبرید روستای کوچکی از توابع شهر دبا الفجیره در نوار ساحلی کرانهٔ
دریای عمان از توابع امارت فجیره از امارات هفتگانه دولت امارات متحده عربی واقع شده‌است.

## جمعیت
دارای ۲۵ خانوار و در حدود ۱۱۵ نفر جمعیت (۳۰ خانوار) می‌باشند که از اهل سنت و مالکی مذهب هستند. شغل عمدهٔ مردم روستا کشاورزی و ماهی گیری است. بعضی از مردم نیز دام خانه‌ای نیز دارند.
حدود ۱۰۰۰ اصله نخل خرما در روستا وجود دارد.

## پیشه
باضافهٔ کشاورزی و ماهی گیری و دامپروی و دامداری، عده‌ای از ساکنان نیز صنایع دستی مانند: خنجر سازی، کوزه‌گری، حصیر بافی و کشتی سازی نیز پیشه گرفته‌اند.